# Бешењова
Бешењова (слч. Bešeňová) насељено је мјесто са административним статусом сеоске општине (слч. obec) у округу Ружомберок, у Жилинском крају, Словачка Република.

## Становништво
| Година:    | 1994. | 2004.   | 2014.    | 2024.    |
| ---------- | ----- | ------- | -------- | -------- |
| Број људи: | 402   | 388     | 635      | 772      |
| Разлика:   |       | -3,48 % | +63,65 % | +21,57 % |

| Година:    | 2023. | 2024.   |
| ---------- | ----- | ------- |
| Број људи: | 754   | 772     |
| Разлика:   |       | +2,38 % |

Према подацима о броју становника из 2011. године насеље је имало 561 становника.